# RasMol

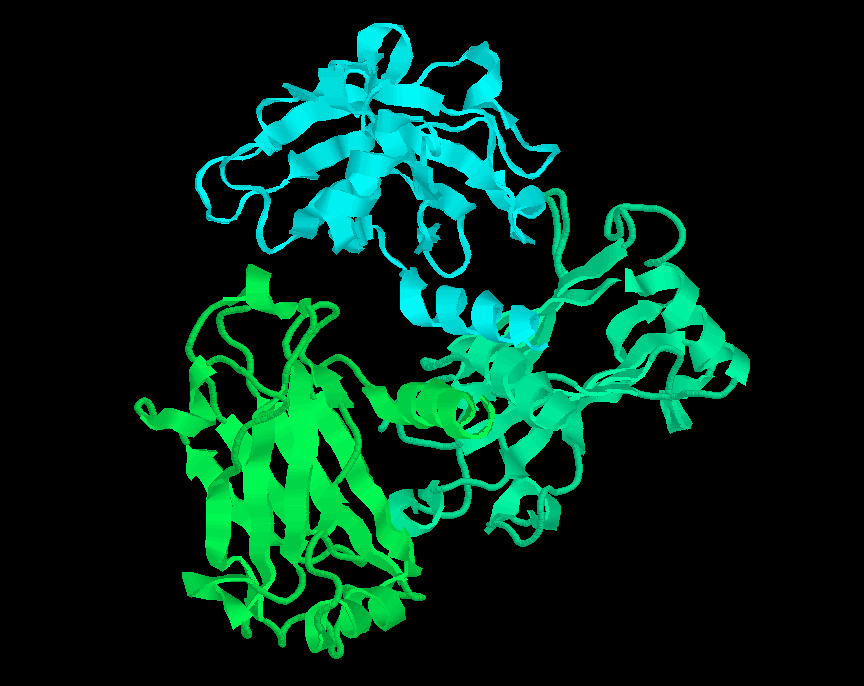
Esempio di rendering da parte di RasMol.

RasMol è un programma per computer ideato per visualizzazione di grafica molecolare con l'obiettivo di essere usato principalmente per la rappresentazione e l'esplorazione di strutture macromolecolari biologiche, come quelle della Protein Data Bank.
È stato originariamente sviluppato da parte di Roger Sayle nei primi anni novanta.
Storicamente è stato un importante strumento per i biologi molecolari poiché il programma estremamente ottimizzato permetteva di girare su personal computer che allora erano moderatamente potenti. Prima dell'avvento del programma RasMol, i software di visualizzazione giravano su stazioni di lavoro grafiche che, per il loro alto costo, erano poco accessibili agli studenti. RasMol è diventato adesso uno strumento educativo importante come pure continua ad essere un importante strumento per la ricerca in biologia strutturale.
Iniziando con le serie delle versioni 2.7, RasMol è concesso sotto licenza doppia (GPL o licenza RASLIC). Perciò, RasMol è (insieme con Molekel, Jmol e PyMOL), tra i pochi programmi di visualizzazione molecolare open source disponibili.
RasMol include un linguaggio di linguaggio di programmazione (per selezionare certe catene proteiche, o cambiare colori ecc.). Jmol ha incorporato il linguaggio di scripting di RasMol nei suoi comandi.
I file Protein Data Bank (PDB) possono essere scaricati per la visualizzazione dal Protein Data Bank (PDB) bank in Europa, Giappone o in America. Questi sono stati caricati dai ricercatori che hanno caratterizzato la struttura delle molecole solitamente tramite diffrazione dei raggi X o spettroscopia a risonanza magnetica nucleare di proteine.

## Comunicazione interprocesso
Su piattaforme UNIX Rasmol può comunicare con altri programmi via Tcl/Tk.
Sotto Microsoft Windows, è utilizzato Dynamic Data Exchange (DDE).
- multiple alignment program. La classe Java responsabile può essere utilizzata liberamente in altre applicazioni.